# ベアトリクス・ド・キュザンス
ベアトリクス・ド・キュザンス（Béatrix de Cusance, 1614年12月27日 - 1663年6月5日）は、フランシュ＝コンテ地方出身の貴族女性。ロレーヌ公シャルル4世の2番目の妻となった。

## 生涯
ベルヴォワール男爵およびサン＝ジュリアン男爵クロード＝フランソワ・ド・キュザンス（1590年 - 1627年）と、ワレン女伯およびセブール女子爵エルネスティーヌ・ファン・ウィッテム（1588年? - 1649年）の間の第2子、長女として生まれた。父はスペイン領ネーデルラントの軍隊に仕官しており、その縁でベアトリクスはブザンソンやイサベル・クララ・エウヘニア王女を主人とするブリュッセル宮廷で育てられた。1635年の兄の死により、ベルヴォワールとサン＝ジュリアンの女領主となる。
1634年、政争に敗れてスペイン領ネーデルラント宮廷に身を寄せていたロレーヌ公シャルル4世の愛人となった。2人の関係がスキャンダルとなることを恐れた母エルネスティーヌのお膳立てにより、1635年にカントクロワ公爵レオポール＝ウジェーヌ・ペルノ・ド・グランヴェル（1615年 - 1637年）と結婚する。1637年4月9日、夫グランヴェルの死の9日後にシャルル4世との婚姻契約書に署名し、続いて結婚披露宴が行われた。その半年後にベアトリクスは男児を出産し、シャルル4世はその男児を認知した（この息子は1歳で夭折）。1639年に生まれた娘も同様に認知された。
ベアトリクスはシャルル4世の参加する軍事遠征に同行し、ドレスの上に鎧を被ったと言われる。
ローマ・カトリック教会は、シャルル4世と最初の妻だった公爵夫人ニコルとの婚姻無効を承認していなかったため、シャルル4世とベアトリクスの婚姻は教会法に照らせば無効であった。1642年4月、シャルル4世に教会から破門宣告が出されると、2人は離別を選んだ。破門宣告は1645年に撤回されるが、2人は教会がこの婚姻問題を解決するまで復縁しないよう、教会から命じられた。
ベアトリクスはブリュッセルに住み、サロンを開いたり演奏会を主催したりするなど、同市の中心人物の一人に数えられていた。1652年、彼女は詩人コンスタンティン・ホイヘンスと知り合い、ホイヘンスはベアトリクスに自分の詩をいくつか献呈したほか、彼女からの手紙も受け取っている。ベアトリクスは機知に富んだ美人として有名で、教皇アレクサンデル7世などは彼女を「今世紀で最も美しい女性」と讃えている。
シャルル4世は1654年よりスペインで虜囚生活を送った。その間、ベアトリクスはスペイン領ネーデルラントの領内を転々として暮らした。シャルル4世が1659年にロレーヌに帰還すると、ベアトリクスは夫に合流した。しかし、公爵はベアトリクスとの再会を望まず、2人の関係が元に戻ることはなかった。1663年5月20日、20年以上の離別状態の末、シャルル4世はベアトリクスとの間に生まれていた子供たちを嫡出子とする目的で、ベアトリクスと2度目の結婚をした。ベアトリクスはその2週間後に亡くなった。
1665年、シャルル4世はマリー・ルイーズ・ダスプルモンを3人目の妻に迎えている。

## 子女
最初の夫グランヴェルとの間に1女をもうけたが、夭折している。
シャルル4世との間には3人の子女をもうけた。
- フランソワ（1637年 - 1638年）
- アンヌ（1639年 - 1720年） - 1660年、リルボンヌ公フランソワ・マリーと結婚
- シャルル・アンリ（1649年 - 1723年） - ヴォーデモン公